# Apiocera tonnoiri
Apiocera tonnoiri är en tvåvingeart som beskrevs av Norris 1936. Apiocera tonnoiri ingår i släktet Apiocera och familjen Apioceridae. Inga underarter finns listade i Catalogue of Life.